# Neckar

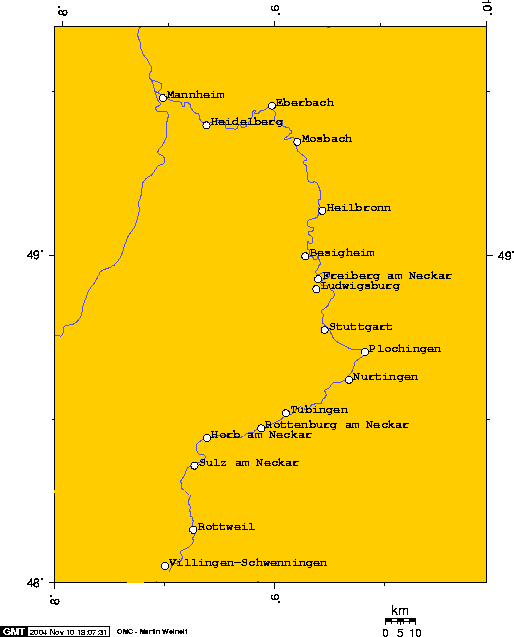
Bieg rzeki Neckar

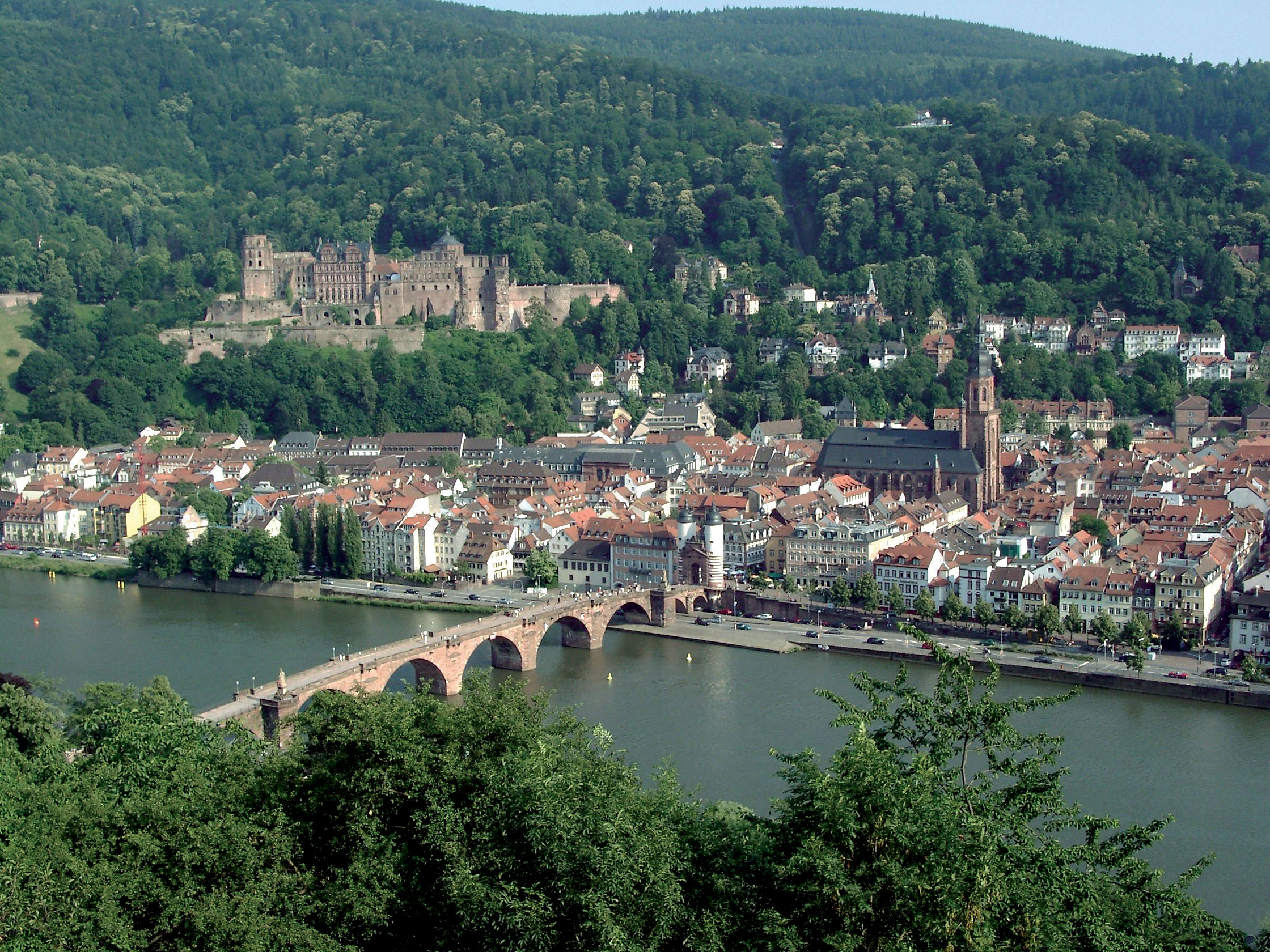
Neckar w Heidelbergu

Neckar – rzeka w południowo-zachodnich Niemczech, prawy dopływ Renu. Długość 367 km, powierzchnia dorzecza 13,9 tys. km². Źródła w Villingen-Schwenningen w górach Schwarzwaldu, na wysokości 706 m n.p.m. W dolnym biegu płynie w głębokiej i wąskiej dolinie u południowego podnóża masywu Odenwald. Głównym dopływem jest Jagst. Rzeka jest żeglowna na odcinku 203 km, od Plochingen jest skanalizowana (26 stopni wodnych). Główne miasta nad Neckarem to Rottweil, Tybinga, Stuttgart, Heilbronn i Heidelberg, a przy ujściu – Mannheim.